# Бєлов Олександр Федорович
Олекса́ндр Фе́дорович Бєло́в (3 лютого 1951, Запоріжжя — 22 лютого 2025, Київ) — український науковець, державний діяч. Заступник Глави Адміністрації Президента, заслужений діяч науки і техніки України, генерал-лейтенант. Директор Національного інституту стратегічних досліджень (1996—2001).

## Біографія
Народився 3 лютого 1951 року в місті Запоріжжя. Закінчив радіотехнічний технікум. У 1977 році закінчив історичний факультет Запорізького державного педагогічного інституту.
Армійську службу проходив у прикордонних військах на Далекому Сході в Зеленому Клину на озері Ханка. Службу закінчив у званні старшини.
З 1977 року викладав у 1-й школі міста Запоріжжя. В органи державної безпеки прийшов у 1979 році молодшим оперуповноваженим.
У 1996—2001 — заступник Секретаря Ради національної безпеки і оборони України — директор Національного інституту стратегічних досліджень.
Член Комісії при Президентові України з питань ядерної політики і екологічної безпеки (від 1997); член Комісії при Президентові України з питань громадянства (від 1997); голова Ради з питань інформаційної безпеки при Президентові України (1998—2000); заступник головного редактора журналу «Стратегічна панорама».
З 2001 — заступник Глави Адміністрації Президента України — керівник Головного управління з питань внутрішньої політики Адміністрації Президента України.
У 2001—2004 — радник Голови Служби безпеки України, керівник робочої групи Державної комісії з питань реформування Збройних Сил України.
З липня по грудень 2005 р. — заступник Голови Служби безпеки України.
Згодом радник Голови Служби безпеки України.
Жив у Києві.
Помер 22 лютого 2025 року.

## Наукові праці
- Україна 2000 і далі: геополітичні пріоритети та сценарії розвитку. — К., 1999 (співавт.)
- Стратегія національної безпеки України в контексті досвіду світової спільноти: зб. ст. за матеріалами міжнар. конф. / Національний ін-т стратегічних досліджень, Центр міжнародної безпеки та стратегічних студій ; голов. ред. О. Ф. Бєлов. — К. : ТОВ ВКФ «Сатсанга», 2001. — 224 с. — ISBN 966-554-037-8
- Національна безпека України, 1994—1996 рр.: наукова доповідь НІСД / Рада національної безпеки і оборони України, Національний ін-т стратегічних досліджень ; ред. О. Ф. Бєлов [та ін]. — К. : [б.в.], 1997. — 198 с. — ISBN 966-554-001-7[7]
- Сценарії національної безпеки України в контексті досвіду світової спільноти. — К., 2001 (співавт.)
- Історія Державного герба України: наук.-метод. посіб. / О. Бєлов, Г. Шаповалов ; Укр. ін-т нац. пам'яті [та ін.]. — К. ; Запоріжжя: АА Тандем, 2011. — 92 с. : іл. — Бібліогр. в кінці глав. — Бібліогр.: с. 79—90. — 300 прим. — ISBN 978-966-488-079-1.
- Український тризуб: історія дослідження та історичний реконструкт: монографія / О. Бєлов, Г. Шаповалов ; НАН України, Інститут української археографії та джерелознавства ім. М. С. Грушевського. — К. ; Запоріжжя: Дике Поле, 2008. — 264 c. — Бібліогр.: с. 240—255

## Нагороди та відзнаки
- Почесне звання «Заслужений діяч науки і техніки України» (2001)[8]
- Лауреат Державної премії України в галузі науки і техніки (2002)
- Почесний доктор Національного інституту стратегічних досліджень (2012)[9]